# Joseph Bingham
Joseph Bingham   (Wakefield, setembre 1668 - Havant, 17 d'agost de 1723) fou un erudit anglès i escriptor eclesiàstic.
Va estudiar a l'University College d'Oxford, on fou tutor el 1691. Un sermó que predicà des de la universitat sobre els termes de persona i substància dels Pares va comportar-li una acusació d'heretgia. Van obligar-lo que abandonés la universitat, però John Radcliffe el presentà immediatament a la rectoria de Headbournworthy, prop de Winchester, el 1695.
Aleshores començà la seva obra Origines Ecclesiasticae, el primer volum de la qual aparegué el 1708 i el desè i últim el 1722. El seu objecte, exhaustiu i imparcial, era narrar metòdicament les antiguitats de l'Església cristiana com d'altres ho havien fet amb les antiguitats gregues, romanes i jueves.